# Chó hoang Ấn Độ
Chó hoang Ấn Độ (Canis lupus familiaris) là một nhóm chó bản địa hoặc chó được chọn lọc tự nhiên, thuộc tiểu lục địa Ấn Độ. Loài này được một tác giả đề xuất là một trong những giống chó lâu đời nhất trên thế giới và là tổ tiên của Chó Dingo Úc. Nơi xuất xứ của giống chó này chưa được xác định.
Thuật ngữ này đề cập đến một lớp chó nguyên thủy không được nuôi thương mại hoặc được công nhận.
Thường được dùng để chỉ tất cả chó đô thị ở Ấn Độ, một số chó ở Ấn Độ không phù hợp với "loại chó hoang" và có thể không phải là chó bản xứ thuần túy nhưng giống hỗn hợp, đặc biệt là quanh các địa điểm có lịch sử bị thực dân Châu định cư tại Ấn Độ, do sự trộn lẫn của các giống chó châu Âu.,
Nhóm chó hoang có xu hướng sinh sản mỗi năm một lần. Trong mùa giao phối, con cái có thể giao phối với nhiều con đực. Trong mùa sinh sản (tháng 8 đến tháng 1), chúng trở nên hung hãn hơn vào buổi tối và đêm khuya để ngăn chặn những con chó đực khác xâm nhập vào lãnh thổ của chúng để giao phối theo nhóm và bảo vệ con cái khỏi con người và các động vật khác. Hầu hết sự xâm chiếm lãnh thổ từ các con đực đều từ các đối tượng là các con đực còn trẻ, nhưng chúng không bị đuổi đi. Khi các con đực trẻ thất bại trong cuộc thi giao phối, chúng rời đi và kết quả là kích thước đàn luôn được duy trì.